# Юозас Тислява
Юо́зас Тислява (лит. Juozas Tysliava; 1 листопада 1902, село Гейстеришкяй, Сувальська губернія, Російська імперіїя — 11 листопада 1961, Нью-Йорк, США) — литовський поет, перекладач, журналіст; вважався литовським Маяковським.

## Біографія
Народився в 1902 році. Рано втратив батька.
Навчався в гімназії в м. Вілкавішкіс, але навчання не закінчив. У 1919 році брав участь в боях за незалежність Литви. Після демобілізації (1920) в Каунасі працював в редакціях різних газет, у литовському телеграфному агентстві Ельта, одночасно навчався в гімназії для дорослих, як вільний слухач відвідував Литовський університет. Отримавши в 1925 році державну стипендію, наступного, 1926 року, поїхав у Париж вивчати журналістику. Спілкувався і співпрацював з авангардистськими літераторами різних країн.
З 1932 року проживав у США. Редагував емігрантські періодичні видання.
Помер в 1961 році в Брукліні (Нью-Йорк, США). Згідно із заповітом, в грудні 1962 року його прах був перевезений і похований у Вільнюсі на кладовищі Расу.

## Літературна діяльність
Юозас Тислява дебютував у пресі в 1918 році. Брав участь в литовському авангардистському русі «Чотири вітри» на чолі з Казисом Бінкісом.
Видав збірки віршів «Žaltvykslės» («Блукаючі вогні», 1922), «Traukinys» («Потяг», 1923), «Nemuno rankose» («В руках Німану», 1924), «Auksu lyta» (1925), «Tolyn» («У далечінь», 1926). Автор поем «Тислява в Парижі» і «Tawa nauson». У Парижі випустив збірку віршів французькою мовою «Coupe de vents» («Кубок вітрів», 1926; переклад Галіни Іздебської) з передмовою Оскара Мілоша.
З 1933 року редагував газету «Vienybė» («Єдність»), з 1940 року був її видавцем. У 1939—1940 роках видавав журнал «Lietuva» («Литва»).
Перекладав вірші латиських, фінських, естонських поетів.